# معرض ووكر للفن
معرض ووكر للفن هو معرض فني في ليفربول يضم واحدة من أكبر المجموعات الفنية في إنجلترا خارج لندن.في 2019 زار المتحف 391،765 شخص.